# Fredegunda diluta
Fredegunda diluta är en stekelart som först beskrevs av Julius Theodor Christian Ratzeburg 1852.  Fredegunda diluta ingår i släktet Fredegunda och familjen brokparasitsteklar. Enligt den finländska rödlistan är arten nära hotad i Finland. Arten är reproducerande i Sverige. Artens livsmiljö är stränder. Inga underarter finns listade i Catalogue of Life.